# Gouvernement général impérial allemand de Belgique
Pour les articles homonymes, voir Gouvernement général.
Ne doit pas être confondu avec Administration militaire de la Belgique et du Nord de la France.
1914–1918
Entités précédentes :
- Royaume de Belgique

Entités suivantes :
- Royaume de Belgique

Le Gouvernement général impérial allemand de Belgique (allemand : Kaiserliches Deutsches Generalgouvernement Belgien) est le gouvernement militaire établi en Belgique occupée pendant la Première Guerre mondiale. Le gouvernement fut établi le 26 août 1914, lorsque le maréchal Colmar von der Goltz a été nommé gouverneur militaire de Belgique. Le général Moritz von Bissing lui succéda le 27 novembre 1914.
Peu après la nomination de Bissing, le Haut commandement allemand divisa la Belgique en trois zones. La plus grande de ces zones était le Gouvernement général, qui incluait la capitale Bruxelles et la région alentour. La deuxième zone, sous le contrôle de la 4e Armée allemande, incluait les villes de Gand et d'Anvers. La troisième zone, sous les auspices de la Marine allemande, incluait toutes les côtes belges occupées par les allemands.
L'occupation allemande essaya de maintenir l'administration d'avant-guerre autant que possible et de la guider en utilisant un petit groupe d'officiers et d'officiels allemands avec les compétences linguistiques et administrative adéquates.
Le haut-commandement espérait exploiter les tensions communautaires entre les Flamands et les Wallons et prévoyait, après la guerre, un protectorat en Flandres, tandis que la Wallonie devait être exploitée pour les matériaux industriels et la main-d'œuvre, comme une grande partie du nord-est de la France.